# I Wish It Would Rain Down
I Wish It Would Rain Down é um single do cantor Phil Collins com introdução do guitarrista Eric Clapton lançado em 1990 pela Warner Music. A canção foi um hit significativo, atingido o  número três na Billboard Hot 100 nos Estados Unidos, numero 1 na RPM Top 100 no Canadá e número sete na UK Singles Chart.